# Enjoy Yourself
Az Enjoy Yourself az ausztrál Kylie Minogue második stúdióalbuma, mely 1989. október 9-én jelent meg az Egyesült Királyságban a PWL (Pete Waterman Entertainment kiadónál, illetve Ausztráliában a Mushroon Records, míg az Egyesült Államokban 1990 januárjában a Geffien kiadónál jelent meg a lemez. Minogue az első, debütáló albumának sikereit követően ismét találkozott 1989 februárjában a Stock Aitken Waterman producer trióval, akik az album 10 dalából kilencet írtak meg az énekesnő számára. A felvételek februártól júliusig zajlottak, miközben Minogue első nagy játékfilmjét a The Deliquents-t forgatta.
Az "Enjoy Yourself" egy bubble-gum, dance -pop disco album, mely főleg a romantikus kapcsolatokat tárgyalja. A lemez vegyes értékeléseket kapott a zenekritikusoktól, akik bírálták, hogy hasonló debütáló albumához. Az Egyesült Királyságban az első helyen debütált, és több mint 600.000 példányszámot értékesítettek belőle, mellyel 1989 6. legkelendőbb albuma lett. 1990 februárjában a BPI négyszeres platina minősítéssel díjazta. Írországban, Ausztráliában, Új-Zélandon, is Top 10-es helyezett.
Az albumról négy dal jelent meg kislemezen, köztük a Hand on Your Heart és a Tears on My Pillow, melyek listavezetőek voltak a brit kislemezlistán. A Wouldn't Change a Thing, és a Never Too Late Top 5-ös helyezett lett. Ausztráliában és Írországban mind a négy dal Top 20-as sláger lett. Az albumot tovább népszerűsítették Minogue első és második koncertkörútjai, a "Disco in Dream" (1989) és az "Enjoy Yourself Tour" (1990) mellyel az Egyesült Királyságban, Ázsiában, és Ausztráliában mutatkozott be. Az albumot először 2015-ben adták ki újra az Egyesült Királyságban, amikor ismét felkerült az albumlistára.

## Előzmények és felvételek
Kylie Minogue először 1986-ban került a nyilvánosság elé, amikor az ausztrál Neighbours (Szomszédok) című szappanoperában Charlene Robinson szerepét játszotta el, aki egy iskolás lány, aki időközben garázsszerelő lett. Minogue 1987 elején szerződött a Mushroom Records kiadóval, és 1988 júliusában kiadta debütáló stúdióalbumát. Az albumon olyan slágerek szerepeltek, mint az I Should Be So Lucky, vagy a The Loco-Motion, és a Got to Be Certain című slágerek. Az album az első helyen végzett, és 1988 legkelendőbb albuma lett az Egyesült Királyságban. Hazájában Ausztráliában a második helyezett lett, és négyszeres platina minősítést kapott az ARIA által. A lemezből több mint ötmillió példány talált gazdára világszerte. Az album elindította Minogue zenei karrierjét, éppen akkor amikor a televízióban nem sok ismert színész döntött úgy, hogy lemezt készít.
Minogue Londonba költözött, miután 1988 júniusában és júliusában leforgatta a Neighbours utolsó jeleneteit. Novemberben megjelent közös dala Jason Donovannel, aki a szappanoperában a szerelmét játszotta. A Stock Aitken Waterman trió által írt Especially for You című dal 1988 negyedik legtöbbet eladott kislemeze lett, és 1989 első számú dala az Egyesült Királyságban. 1989 februárjában újra összeállt a producertrióval, akik producerként és íróként is dolgoztak első debütáló lemezén, valamint a "Hand on Your Heart" és "Wouldn't Change a Thing" című dalokon, miközben az "Enjoy Yourself" című második stúdióalbumot készítették. Az egyik producer így nyilatkozott: "Egyáltalán nem izgulunk az első album sikere után, sinen vagyunk, és imádjuk". Az albumot a PWL társtulajdonosa David Howell licencelte.
Két hónappal később bejelentették, hogy Minogue elfogadta Lola Lovell főszerepét a Chris Thomson által rendezett ausztrál "The Deliquents" című filmben. Minogue komoly színésznőként próbálta megállni a helyét, és úgy gondolta, hogy a lázadó, és szenvedélyes vidéki lány szerepe megkülönbözteti őt a "Neighbours" általi imázsától. A fotózás májusban kezdődött Maryborough-ban, Queenslandben, és körülbelül két hónapig tartott. Három hétig, júliusig folytatta a munkát második albumán Londonban. A felvételek elég intenzívek voltak, miközben még mindig debütáló albumát reklámozta. A "The Deliquents" filmzenéjéhez Waterman javasolta Minogue-nak a The Teenagers "I'm Not a Juvenile Deliguent" 1957-es dalát, valamint a Little Anthony and the Imperials "Tears on my Pillow" című 1958-as dalát. Minogue ez utóbbit választotta, melyet fel is vett. A "Never Too Late" című dalát az albumra az utolsó szekcióban rögzítette júliusban.

## Zene és szövegek
A teljes albumot a Stock Aitken Waterman trió készítette, kivéve a "Tears on My Pillow" című dalt, melyet Sylvester Bradford és Al Lewis írtak. Minogue és a producerek úgy döntöttek, hogy az album változatosabb lesz, mint az előző, mely főleg tánczenei album volt. "Sok különböző dal van" ...az Enjoy Yourselfnek egyensúlya van, és az 50-es évekhez hasonló stílusú dalok is vannak...Azt hiszem, szélesebb a vonzereje mint a "Kylie" című albumnak. – mondta Minogue. Az album sok R&B basszusvonalat tartalmaz, amelyek a popzene különböző aspektusait mutatják be, és kicsit lelkesebb, amerikaibb nézőpontot, egyfajta komoly hangulatot ad. Egyszerű szövegeket tartalmaz romantikus kapcsolatokról, hogy extra visszhangot és mélységet adjon a daloknak.
A zenekritikusok az albumot egy bubble-gum, szintipop, dance-pop, disco albumként írták le, melynek témája a romantikus kapcsolatok körül forog. Megjegyezték továbbá, hogy a dalok hasonló összetételűek, mint Minogue debütáló albumán. Nick Levine a Digital Spy-tól azt mondta, hogy az album "menőbb képlékenyebb Stock Aitken Waterman pop" volt, mint az előző próbálkozás. Joe Sweeney a PopMatters-től úgy gondolta, hogy Minogue már nem a pop, és tánczene közötti szakadékot hidalja át, hanem a balladák és doo-wop számok beépítésével próbálja kibővíteni a még mindig Astley-féle SAW house hangzást. Ian Gormely az Exclaim-től a rágógumi szintipop hangzást Tiffany és Debbie Gibson amerikai énekesek munkáihoz hasonlította.  Gary James az Entertainment Weeklytől az albumot a debütálás és az 50-es évek, és 60-as évek visszadobott hangzásának jól összemosódó bonyodalmának nevezte.

## Dalelemzés

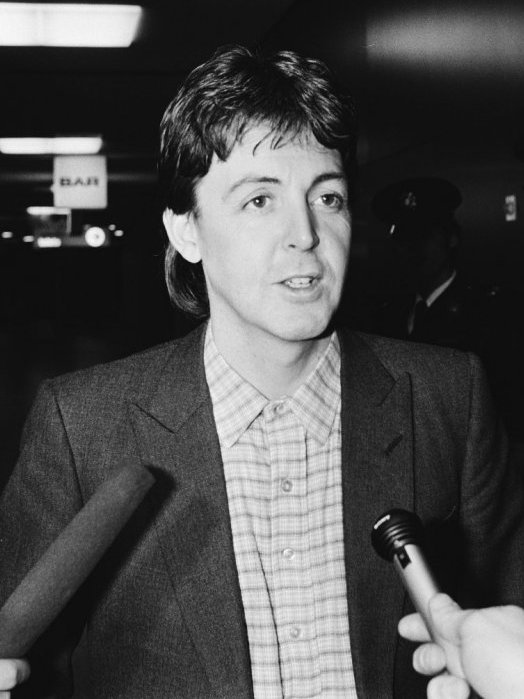
A Tell Tale Signs" és a "My Secret Heart" összehasonlítást kapott Paul McCartney (a képen 1980-ban) munkáival.

A Hand on Your Heart egy ütős dal, mely az őszinteségről és a párkapcsolatban való kommunikációról szól. A dalt a Ten City "That's the Way Love Is" (1989) és a The Isley Brothers "This Old Heart of Mine (Is Weak for You) című soul kislemezei ihlették (1966). A Wouldn't Change a Thing arról szól, hogy higgyünk valakiben akkor is, ha senki nem érti meg, míg a Never Too Late Minogue optimista filozófiáját követi. Colin Irwin a Number One-tól úgy érezte, hogy mindkét szám könnyed, és lágy tempójú, de mégis megőrzi a vonzerejét dance-pop dalként, és úgy gondolta, hogy az autóbbi mű vágyakozó szövegei hasonlóak Jason Donovan munkáihoz.
A "Nothing to Lose" című dal egy boldog és pattogós dal, mely egy történetet mesél el a kockázatvállalásról, hogy elérje amit akar. Ezt követi a "Tell Tale Signs" egy jazz-orientált blues és vonós fáklyadal, amelyben Minogue felismeri egy kapcsolat széthullásának jeleit. A szokatlan barokk pop, a "My Secret Heart" szokatlan ritmusokat, kulcsváltásokat, akadozó csellóhangokat, és vidám szövegeket tartalmaz. Minogue a "My Secret Heart"-ot egy ártatlan és reményteli fantasy dalként jellemezte, amely a 40-es évek romantikus hollywoodi filmjeire emlékezteti. A kritikusok a "Tell Tale Signs"-t, és a "My Secret Heart" című dalokat Paul McCartney munkájához hasonlították. Minogue ünnepi, és örömteli módon énekli el az "I'm Over Dreaming (Oveer You] című dalt. Témája az, hogy megtalálja a bátorságot ahhoz, hogy szembenézzen egy kapcsolat végével.
Colin Irwin a Number One munkatársa úgy gondolta, hogy Minogue hitelesen hangzik a Tears on My Pillow verziójában. Levine viszont "furcsa retro pillanatnak" nevezte. Minogue úgy gondolta, hogy a maga változata "sima és könnyen hallgatható", és meglehetősen hű az eredetihez. A dallamos "Heaven and Earth" bemutatja Minogue nézetét a környezeti kérdésekről, és arra buzdít, hogy a környezet megőrzésére, és védelmére ösztönözni kell az embereket. Ezt követi a címadó dal, amely az album legközelebbi szerepét tölti be. Lírailag arra emlékezteti az embereket, hogy legyenek boldogok, és érezzék jól magukat. Levine úgy jellemezte a dalt, mint egy partit, egy Seize The Day üzenettel, amely előrevetítette Minogue további erőfeszítéseit.

## Borító és megjelenés
A Simon Fowler fotós által készített album borítón Minogue mosolyogva látható, miközben fekete miniruhát, és káprázatos arany sapkát visel. Minogue is meglepődött a végső eredményen, amelyet elég merésznek talált. "A kalap Londonból származik. Jelenleg nagyon szeretem a flittereket...bár nem hiszem, hogy az utcán hordanám" – emlékezett vissza Minogue. A debütáló albumhoz hasonlóan a műalkotás célja az volt, hogy lányos és gondtalan módon mutassa őt, amihez a gyerekek és tinédzserek is viszonyulhatnak, nem pedig valamilyen ikonként ábrázolva. Más PWL előadók ugyanezt a stratégiát alkalmazták, és láthatóak kalappal pózolva albumaik borítóját. Ezek közé tartozik Mandy Smith a "Mandy" című lemezborítón (1988) vagy Sonia az "Everybody Knows" borítóján (1990). Az "Enjoy Yourself" cím Minogue mottóját tükrözi, hogy pozitív hozzáállással élj az élet nehézségeivel szemben.
Az "Enjoy Yourself" 1989. október 9-én jelent meg az Egyesült Királyságban a PWL gondozásában. Az albumot Ausztráliában csak november 6-án adta ki a Mushroom Records kiadó. Japánban novemberben egy limitált kiadás jelent meg képeslapokkal, matricákkal, és dalszövegfüzettel. Az Észak-Amerikai kiadás, amelyet a Geffen Records adott ki 1990-ben, eltérő grafikával készült, és bónuszként tartalmazza az Especially for You című dalt. 1989-ben a PWL kiadott egy videókazettát Kylie: The Videos 2 címmel az Egyesült Királyságban, és Japánban, melyen egy interjú is látható Minogue-val, valamint az "It's No Secret", a "Hand on Your Heart", "Wouldn't Change a Thing", és a "Never Too Late" videókkal. Az albumot a WEA újra kiadta Japánban 1993-ban, és 1995-ben, mielőtt a PWL bejelentette, hogy 2012-ben újból kiadják az albumot bónuszdalokkal. és mixekkel. 2014 októberében bejelentették, hogy a Cherry Red Records, és a PWL újból kiadja az albumot a Rhythm of Love, és a Let's Get to It stúdióalbumokkal együtt. A megjelenés dátumát később 2015. február 9-re módosították. Az albumokat digitálisan maszterelték, az eredeti stúdiószalagokról, és megjelent bakelit lemezen, CD-n, és DVD-n is. Ez volt az első olyan alkalom, hogy ezeket az albumokat először adták ki az Egyesült Államokban az eredeti megjelenésük óta.

## Promóció

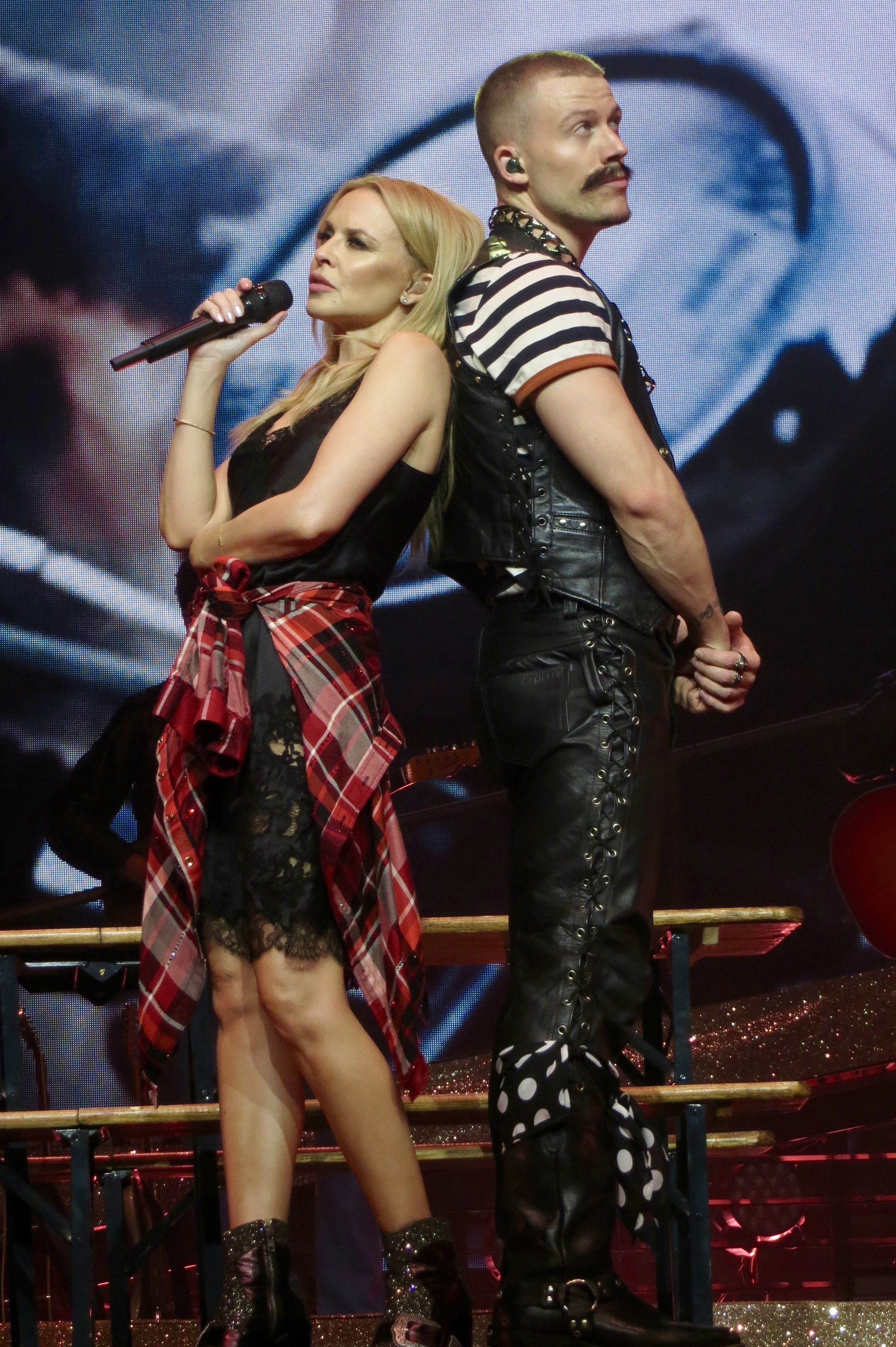
Minogue előadja a "Wouldn't Change a Thing" című dalt, a Golden turné egyik koncertjén (2018–19)

A megjelenés hetében az albumot egy 250 000 fontos reklámkampány támogatta a televízióban, és a tinimagazinokban, valamint a zenei lapokban. 1989 októberében Minogue elindította első koncertturnéját Disco in Dream címmel, ahol a két stúdióalbumának dalait adta elő. Japánban kezdődött a turné, ahol 38000 rajongó előtt lépett fel a Tokyo Dome-ban. Később csatlakozott hozzá a PWL kiadó művészei, és egy tíz fellépésből álló turné vette kezdetét az Egyesült Királyságban, ami 170 000 rajongót vonzott. Az Egyesült Királyságbeli koncertet a helyi rádióállomások szponzorálták, és átnevezték Hitman Roadshow-nak.

## Enjoy Yourself turné
1990 február és május között Minogue elindította az Enjoy Yourself turnét. Februárban három koncertet adott szülőhazájában, Ausztráliában, 3 millió dolláros bevételt hozva a műsoronkénti 10.000 jegy eladásából. A turnét később áprilisban és májusban kiterjesztették Európára és Délkelet-Ázsiára is. Birminghamben az első szakaszban nyújtott teljesítmény 12 700 rajongót vonzott a Resorts World Arénába. Minogue tizenhárom jelmezt adományozott mindkét koncertturnén a Melbourne-i Művészeti Központnak, közülük hármat még 1991-ben, kettőt 2008-ban,a többit pedig a Kulturális ajándékok program keretében 2004-ben.

### A koncerten elhangzott dalok
A lista  Minogue hivatalos weboldaláról származik:
1. "The Loco-Motion"
2. "Got to Be Certain"
3. "Hand on Your Heart"
4. "Love at First Sight"
5. "Made in Heaven"
6. "My Girl"
7. "Tears on My Pillow"
8. "I Should Be So Lucky"
9. "I Miss You"
10. "Nothing to Lose"
11. "Blame It on the Boogie"
12. "ABC"
13. "Tell Tale Signs"
14. "Je Ne Sais Pas Pourquoi"
15. "Never Too Late"
16. "Wouldn't Change a Thing"
17. "Dance to the Music"
18. "Better the Devil You Know" (Csak az angol és európai állomásokon)
19. "Enjoy Yourself"

### Dátumok
| Dátum             | Város       | Ország           | Helyszín                      |
| Australia         | Australia   | Australia        | Australia                     |
| ----------------- | ----------- | ---------------- | ----------------------------- |
| 1990. február 3.  | Brisbane    | Australia        | Brisbane Entertainment Centre |
| 1990. február 5.  | Sydney      | Australia        | Sydney Entertainment Centre   |
| 1990. február 9.  | Melbourne   | Australia        | National Tennis Centre        |
| Európa            |             |                  |                               |
| 1990. április 17. | Birmingham  | Anglia           | NEC Arena                     |
| 1990. április 18. | Birmingham  | Anglia           | NEC Arena                     |
| 1990. április 19. | Birmingham  | Anglia           | NEC Arena                     |
| 1990. április 20. | London      | Anglia           | London Arena                  |
| 1990. április 21. | London      | Anglia           | London Arena                  |
| 1990. április 23. | London      | Anglia           | London Arena                  |
| 1990. április 25. | Belfast     | Northern Ireland | King's Hall                   |
| 1990. április 27. | Dublin      | Írország         | RDS Simmonscourt              |
| 1990. április 28. | Dublin      | Írország         | RDS Simmonscourt              |
| 1990. április 29. | Dublin      | Írország         | RDS Simmonscourt              |
| 1990. május 2.    | Whitley Bay | Anglia           | Whitley Bay Ice Rink          |
| 1990. május 8.    | Párizs      | Franciaország    | La Cigale                     |
| 1990. május 10    | Cologne     | Németország      | Sporthalle Köln               |
| 1990. május 11.   | Hamburg     | Németország      | Alsterdorfer Sporthalle       |
| 1990. május 12.   | Brüsszel    | Belgium          | Forest National               |
| 1990. május 14.   | Glasgow     | Scotland         | SECC Concert Hall 4           |
| 1990. május 15.   | Aberdeen    | Scotland         | AECC Arena                    |
| 1990. május 17.   | Birmingham  | Anglia           | NEC Arena                     |
| 1990. május 18.   | London      | Anglia           | Wembley Arena                 |
| Ázsia             |             |                  |                               |
| 1990. május 24.   | Kaulung     | Hong Kong        | Hong Kong Coliseum            |
| 1990. május 26.   | Bangkok     | Thaiföld         | Thailand Cultural Centre      |

## Kislemezek

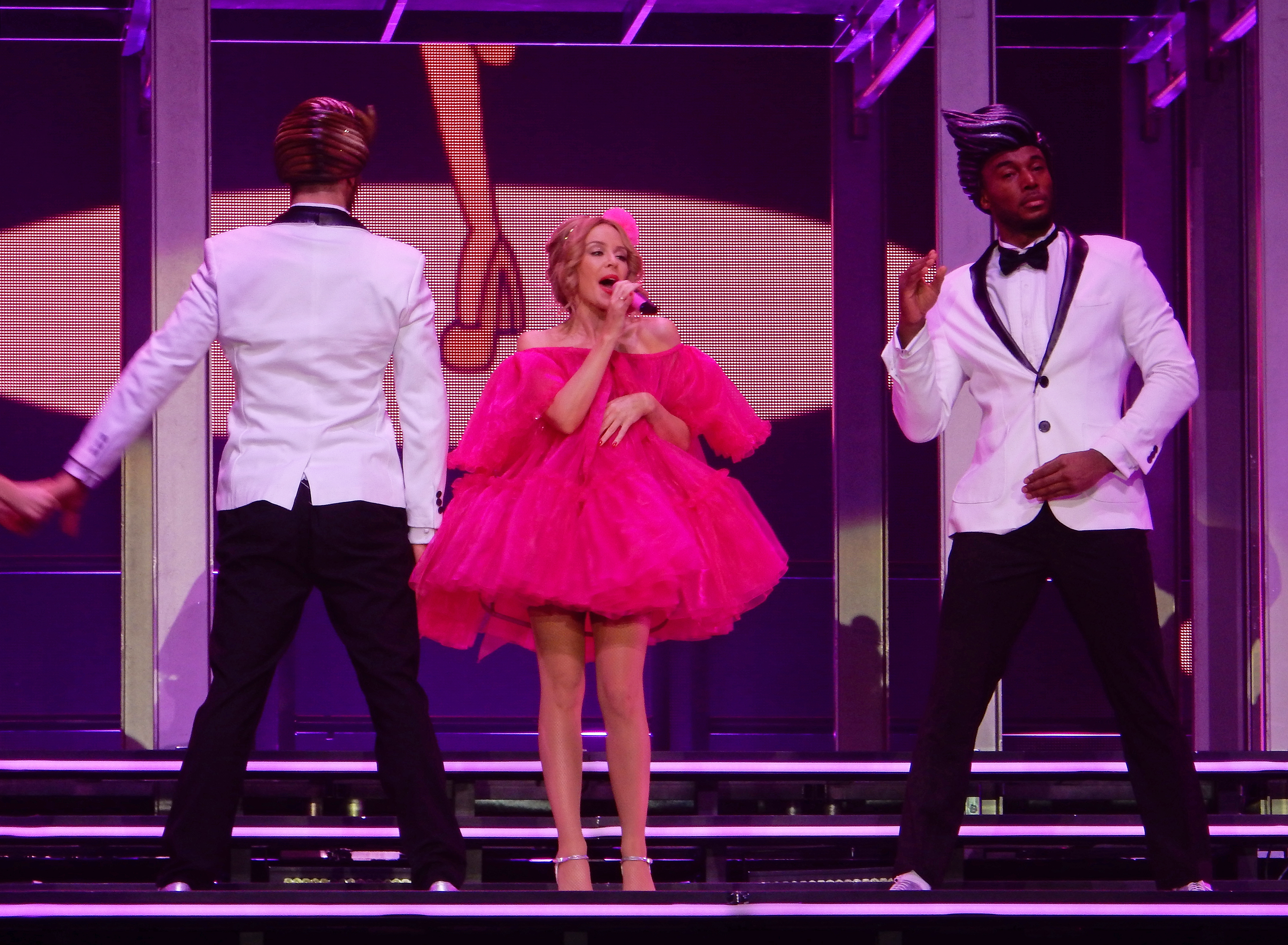
Minogue az "Enjoy Yourself" albumról előadja, a "Hand on Your Heart" és a "Never Too Late" dalokat a Kiss Me Once turnéja során Sheffieldben 2014 novemberében.

A Hand on Your Heart az album első kislemezeként jelent meg 1989 áprilisában a "Just Wanna Love You" című B. oldali számmal. Majd megjelent a március elején készült videoklip is a dalhoz, melyet Melbourne-ben forgattak, melyben Minogue egy stúdióban táncol. A kislemez korlátozott promóciót kapott, mivel Minogue a The Deliquents című film forgatásával volt elfoglalva. Ennek ellenére a dal a 3. helyezett lett a brit kislemezlistán, míg az ausztrál kislemezlistán a 4. helyre került. Írországban a dal első helyezett lett, Franciaországban, és Svájcban pedig Top10-es sláger volt. A második kislemez a Wouldn't Change a Thing júliusban jelent meg Minogue első  olyan klipjével, melyet az Egyesült Királyságban forgattak. Ott a második helyen debütált, szeptemberben Ausztráliában pedig a 6. helyet érte el.
A címadó dalt eredetileg a harmadik kislemezként tervezték megjelentetni, de felváltotta a Never Too Late. A döntés az október 23-i megjelenés előtti utolsó pillanatban született. A kislemez B. oldalára pedig a "Kylie Smiley Mix" került, mely Minogue dalainak megamixe volt. A "Never Too Late" 5.  helyezést ért el Írországban, és negyedik lett az Egyesült Királyságban. A klipben Minogue különböző jelmezekben látható. Tehenészlánynak, a 70-es évek diszkótáncosának, kínai nőnek öltözve, tarkítva kézi ventilátorokkal látható. A Tears on My Pillow utolsó kislemezként jelent meg az album, és a The Deliquents című film promóciójaként. A kislemez megjelenését 1990 januárjáig tolták ki, hogy megfeleljen a film megjelenési ütemtervének. Január 14-én a dal a 2. helyen debütált az Egyesült Királyságban, mely zsinórban Minogue kilencedik kislemeze volt, mely az első öt helyezettben benne volt, és ez volt a 4. mely a második helyezést érte el. A következő héten elérte az első helyet, és ez volt a negyedik kislemeze. A 12-es hanglemez B. oldalára a "We Know the Meaning of Love" című dal került. A "Never Too Late" és a "Tears on My Pillow" Ausztráliában és Hollandiában is Top 20-as helyezettet ért el.

## Kritikák
| Kritikák                      | Kritikák  |
| Forrás                        | Értékelés |
| ----------------------------- | --------- |
| AllMusic                      | 2.5/5     |
| Calgary Herald                | C-        |
| Chicago Tribune               | [ 68 ]    |
| Digital Spy                   | 3/5       |
| Encyclopedia of Popular Music | 3/5       |
| Popmatters                    | 5/10      |
| Q                             | [ 69 ]    |
| Rolling Stone                 | 1/5       |
| Smash Hits                    | [ 70 ]    |

Az "Enjoy Yourself" vegyes kritikákat kapott a zenekritikusoktól, akik közül sokan Minogue debütáló albumához hasonlították. Sean Smith és a People magazin munkatársai Kylie fantáziátlan kiterjesztéseként jellemezték, és az eredmény csak egy újabb "Charlene album" lett. Richard Lowe (Smash Hits) és Nick Levine (Digital Spy) szerint az erős dallamok hiánya ellenére is az album még mindig változatosabb volt, mint az első, és így is Minogue a "legzseniálisabb" volt. Colin Irwin a Number One munkatársa az albumot egy olyan albumnak nevezte, ahol eltávolodik a többi hagyományos SAW gyártású daltól. Chris True (AllMusic) úgy gondolta, hogy ez jó folytatása a debütáló albumnak, és a producerek tudták, hogy olyan dalokat kell készíteni, mely Minogue-t a nyilvánosság előtt tartják.
Több kritikus is kifogásolta a produkciót, hogy Minogue nem vett részt az album előkészületében. Arion Berger a Rolling Stone-tól elutasította az énekesnő siralmas énekhangját, és megjegyezte, hogy hosszú utat kell megtennie ahhoz, hogy bármilyen művészi újítást fel tudjon mutatni. A People magazin úgy gondolta, hogy a producerek felülkerekedtek Minogue-n, és úgy jellemezték mint egy "fogaskerék a szürkezaj-gépben". Egy 2015-ös értékelésben a PopMatters-tól Joe Sweeney ambiciózusabb produkciónak ítélte, Minogue énekhangja pedig különösen erősebb volt, mint korábban. Azonban úgy érezte, hogy a "művészi érés zűrzavaros dokumentumaként" hangzott. Caitlin O'Connor Creevy (Chicago Tribune) és a Billboard kritikusa korainak, és átlagosnak ítélte az albumot, miközben a számítógéppel generált dalokat is pásztázta.
A Slant magazin kritikusa Sal Cinquemani az egyik 2018-as kritikájában azt írta, hogy az "Enjoy Yourself2 szorosan megismétli Kylie hangsablonját, és kritizálta a "Hand on Your Heart" című dalt, mint diszjunktív vezető kislemezt, és Minogue második legrosszabb stúdióalbumaként jellemezte. Matt Hocter az album 30. évfordulóján történő áttekintése közben felfigyelt egy érettségre, ami hiányzott Minogue előző albumából. Arra jutott, hogy Minogue-nak sikerült olyan popalbumot készítenie, amelyet ma már klasszikusnak tekintenek. Az Encyclopedia of Popular Music-ban 2011-ben a brit író, Colin Larkin az öt csillagból hárommal jutalmazta az albumot, akárcsak a debütáló albumot, melyet "ajánlottnak" és nagyon hallgathatónak minősített. Az 1990-es ARIA Music Awards díjátadón Minogue-t a legjobb női előadó kategóriában jelölték az "Enjoy Yourself" album végett, és meg is kapta a kiemelkedő teljesítményért járó díjat. A "Never Too Late" című klip elnyerte a legnépszerűbb zenei videónak járó díjat a 32. Logie Awards-on, ami a második győzelme a kategóriában. Korábban ezt a The Loco-Motion című dallal sikerült elérnie 1988-ban.

## Kereskedelmi sikerek
Az "Enjoy Yourself" a brit albumlista első helyén debütált, és tizenhat hétig maradt Top 10-es helyezett. A megjelenés után két nappal az album dupla platina minősítést kapott, a több mint 600 000 példányos előzetes értékelés végett. A megjelenés első tíz hetében több mint egymillió példány kelt el belőle. Ez volt 1989. hatodik legkelendőbb albuma az Egyesült Királyságban, majd 1990. január 1-én négyszeres platinalemez lett. Az "Enjoy Yourself" 2015-ben tért vissza az Egyesült Királyság albumlistájára, amikor az újrakiadás megjelent, és február 15-én a 94. helyen landolt. Hazájában, Ausztráliában az album a 15. helyen debütált, majd a második héten elérte a 9. helyet. Az ARIA platina minősítéssel díjazta 1990 januárjában, mivel több mint 70.000 példány talált gazdára. Új-Zélandon a 16. helyen debütált, és három héttel később a 6. helyre került. A Recorded Music NZ 1990 arany minősítéssel díjazta az albumot.
Japánban az album Top 10-es helyezett volt az Oricon Albumlistán, és a 7. helyet érte el. 1989 novemberében a Japán Hanglemezszövetség arany minősítéssel díjazta, és ez volt a második, és egyben az utolsó minősítése is. Az album 2006-ban 49.000 példányban kelt el. Az album Finnországban, Franciaországban, és Svájcban a legjobb harminc közé került. Észak-Amerikában az album nem hozott különösebb sikereket, és nem került fel egyetlen jelentősebb listára sem, ami ahhoz vezetett, hogy a Geffen Records   az album kiadás után a 8. stúdióalbumáig nem jelentetett meg albumot tőle. A Fever című albumot 2002-ben a Capitol Records vette át.

## Számlista
Az összes dalszöveg szerzője Stock Aitken Waterman kivéve a "Tears on My Pillow", melyet Sylvester Bradford and Al Lewis írtak.. 
| Enjoy Yourself - Standard megjelenés | Enjoy Yourself - Standard megjelenés | Enjoy Yourself - Standard megjelenés | Enjoy Yourself - Standard megjelenés | Enjoy Yourself - Standard megjelenés | Enjoy Yourself - Standard megjelenés | Enjoy Yourself - Standard megjelenés | Enjoy Yourself - Standard megjelenés | Enjoy Yourself - Standard megjelenés | Enjoy Yourself - Standard megjelenés |
| #                                    | Cím                                  | Hossz                                |                                      |                                      |                                      |                                      |                                      |                                      |                                      |
| ------------------------------------ | ------------------------------------ | ------------------------------------ | ------------------------------------ | ------------------------------------ | ------------------------------------ | ------------------------------------ | ------------------------------------ | ------------------------------------ | ------------------------------------ |
| 1.                                   | "Hand on Your Heart"                 | 3:51                                 |                                      |                                      |                                      |                                      |                                      |                                      |                                      |
| 2.                                   | "Wouldn't Change a Thing"            | 3:14                                 |                                      |                                      |                                      |                                      |                                      |                                      |                                      |
| 3.                                   | "Never Too Late"                     | 3:22                                 |                                      |                                      |                                      |                                      |                                      |                                      |                                      |
| 4.                                   | "Nothing Too Lose"                   | 3:21                                 |                                      |                                      |                                      |                                      |                                      |                                      |                                      |
| 5.                                   | "Tell Tale Signs"                    | 2:26                                 |                                      |                                      |                                      |                                      |                                      |                                      |                                      |
| 6.                                   | "My Secret Heart"                    | 2:41                                 |                                      |                                      |                                      |                                      |                                      |                                      |                                      |
| 7.                                   | "I'm Over Dreaming (Over You)"       | 3:23                                 |                                      |                                      |                                      |                                      |                                      |                                      |                                      |
| 8.                                   | "Tears on My Pillow"                 | 2:30                                 |                                      |                                      |                                      |                                      |                                      |                                      |                                      |
| 9.                                   | "Heaven and Earth"                   | 3:44                                 |                                      |                                      |                                      |                                      |                                      |                                      |                                      |
| 10.                                  | "Enjoy Yourself"                     | 3:46                                 |                                      |                                      |                                      |                                      |                                      |                                      |                                      |
| 32:56                                |                                      |                                      |                                      |                                      |                                      |                                      |                                      |                                      |                                      |

| Enjoy Yourself - Észak-Amerikai megjelenés | Enjoy Yourself - Észak-Amerikai megjelenés    | Enjoy Yourself - Észak-Amerikai megjelenés | Enjoy Yourself - Észak-Amerikai megjelenés | Enjoy Yourself - Észak-Amerikai megjelenés | Enjoy Yourself - Észak-Amerikai megjelenés | Enjoy Yourself - Észak-Amerikai megjelenés | Enjoy Yourself - Észak-Amerikai megjelenés | Enjoy Yourself - Észak-Amerikai megjelenés | Enjoy Yourself - Észak-Amerikai megjelenés |
| #                                          | Cím                                           | Hossz                                      |                                            |                                            |                                            |                                            |                                            |                                            |                                            |
| ------------------------------------------ | --------------------------------------------- | ------------------------------------------ | ------------------------------------------ | ------------------------------------------ | ------------------------------------------ | ------------------------------------------ | ------------------------------------------ | ------------------------------------------ | ------------------------------------------ |
| 1.                                         | "Hand on Your Heart"                          | 3:51                                       |                                            |                                            |                                            |                                            |                                            |                                            |                                            |
| 2.                                         | "Wouldn't Change a Thing"                     | 3:14                                       |                                            |                                            |                                            |                                            |                                            |                                            |                                            |
| 3.                                         | "Never Too Late"                              | 3:22                                       |                                            |                                            |                                            |                                            |                                            |                                            |                                            |
| 4.                                         | "Nothing Too Lose"                            | 3:21                                       |                                            |                                            |                                            |                                            |                                            |                                            |                                            |
| 5.                                         | "Tell Tale Signs"                             | 2:26                                       |                                            |                                            |                                            |                                            |                                            |                                            |                                            |
| 6.                                         | "Especially for You" (duett Jason Donovannel) | 3:59                                       |                                            |                                            |                                            |                                            |                                            |                                            |                                            |
| 7.                                         | "My Secret Heart"                             | 2:41                                       |                                            |                                            |                                            |                                            |                                            |                                            |                                            |
| 8.                                         | "I'm Over Dreaming (Over You)"                | 3:23                                       |                                            |                                            |                                            |                                            |                                            |                                            |                                            |
| 9.                                         | "Tears on My Pillow"                          | 2:30                                       |                                            |                                            |                                            |                                            |                                            |                                            |                                            |
| 10.                                        | "Heaven and Earth"                            | 3:44                                       |                                            |                                            |                                            |                                            |                                            |                                            |                                            |
| 11.                                        | "Enjoy Yourself"                              | 3:46                                       |                                            |                                            |                                            |                                            |                                            |                                            |                                            |
| 36:57                                      |                                               |                                            |                                            |                                            |                                            |                                            |                                            |                                            |                                            |

| 1. | "It's No Secret" (video)               |  |
| 2. | "Hand on Your Heart" (Alternate video) |  |
| 3. | "Wouldn't Change a Thing" (video)      |  |
| 4. | "Never Too Late" (Video)               |  |
| 5. | "Interview"                            |  |

| 11. | Just Wanna Love You                      | 3:32 |
| 12. | We Know the Meaning of Love              | 3:31 |
| 13. | Hand on Your Heart (The Great Aorta Mix) | 6:26 |
| 14. | Wouldn't Change a Thing (Your Thang Mix) | 7:15 |
| 15. | Never Too Late (Extended)                | 6:10 |
| 16. | I'm Over Dreaming (Over You) (Extended)  | 4:56 |
| 17. | Tears on My Pillow (12" version)         | 4:20 |

| 1.  | Hand on Your Heart (The Heartache Mix)             | 5:22 |
| 2.  | Wouldn't Change a Thing (The Espagna Mix)          | 5:47 |
| 3.  | I'm Over Dreaming (Over You) (Extended Remix)      | 4:56 |
| 4.  | We Know the Meaning of Love (Extended Version)     | 5:51 |
| 5.  | Tears on My Pillow (12" Remix)                     | 4:20 |
| 6.  | Especially for You (Original 12" Mix)              | 5:00 |
| 7.  | All I Wanna Do Is Make You Mine (Extended Version) | 6:01 |
| 8.  | Hand on Your Heart (Smokin' Remix)                 | 5:33 |
| 9.  | Wouldn't Change a Thing (Yoyo's 12" Mix)           | 6:38 |
| 10. | Especially for You (Original 7" Mix)               | 3:31 |
| 11. | Hand on Your Heart (Video Mix)                     | 3:45 |
| 12. | Wouldn't Change a Thing (The Espagna Mix Edit)     | 4:17 |
| 13. | Never Too Late (Oz Tour Mix)                       | 5:06 |
| 14. | I'm Over Dreaming (Over You) (7" Remix)            | 3:23 |
| 15. | Hand on Your Heart (Dub)                           | 5:32 |

| 1.  | Hand on Your Heart (The Heartache Mix)             | 5:22 |
| 2.  | Wouldn't Change a Thing (The Espagna Mix)          | 5:47 |
| 3.  | I'm Over Dreaming (Over You) (Extended Remix)      | 4:56 |
| 4.  | We Know the Meaning of Love (Extended Version)     | 5:51 |
| 5.  | Tears on My Pillow (12" Remix)                     | 4:20 |
| 6.  | Especially for You (Original 12" Mix)              | 5:00 |
| 7.  | All I Wanna Do Is Make You Mine (Extended Version) | 6:01 |
| 8.  | Hand on Your Heart (Smokin' Remix)                 | 5:33 |
| 9.  | Wouldn't Change a Thing (Yoyo's 12" Mix)           | 6:38 |
| 10. | Especially for You (Original 7" Mix)               | 3:31 |
| 11. | Hand on Your Heart (Video Mix)                     | 3:45 |
| 12. | Wouldn't Change a Thing (The Espagna Mix Edit)     | 4:17 |
| 13. | Never Too Late (Oz Tour Mix)                       | 5:06 |
| 14. | I'm Over Dreaming (Over You) (7" Remix)            | 3:23 |
| 15. | Hand on Your Heart (Dub)                           | 5:32 |

| 1.  | Especially For You (Music video, duet with Jason Donovan)             |  |
| 2.  | Hand on Your Heart (Music video)                                      |  |
| 3.  | Wouldn't Change a Thing (Music video)                                 |  |
| 4.  | Never Too Late (Music video)                                          |  |
| 5.  | Tears on My Pillow (Music video)                                      |  |
| 6.  | Interviews & Intros (Part of the bonus footage section)               |  |
| 7.  | The Making of "Never Too Late" (Part of the bonus footage section)    |  |
| 8.  | Never Too Late (Behind the Scenes, part of the bonus footage section) |  |
| 9.  | Especially For You (Live on Wogan)                                    |  |
| 10. | Especially For You (Live on Top of the Pops)                          |  |
| 11. | Hand on Your Heart (Live on Top of the Pops)                          |  |
| 12. | Wouldn't Change a Thing (Live on Wogan)                               |  |
| 13. | Wouldn't Change a Thing (Live on Top of the Pops)                     |  |
| 14. | Never Too Late (Live on Going Live!)                                  |  |
| 15. | Never Too Late (Live on Top of the Pops)                              |  |

## Slágerlista
| Slágerlista (1989)                       | Legjobb helyezés |
| ---------------------------------------- | ---------------- |
| Australian Albums (ARIA)                 | 9                |
| Dutch Albums (Album Top 100)             | 50               |
| European Albums (Music & Media)          | 6                |
| Finnish Albums (Suomen virallinen lista) | 12               |
| French Albums (SNEP)                     | 24               |
| German Albums (Offizielle Top 100)       | 33               |
| Irish Albums (IFPI)                      | 1                |
| Japanese Albums (Oricon)                 | 7                |
| New Zealand Albums (RMNZ)                | 6                |
| Spanish Albums (AFYVE)                   | 16               |
| Swedish Albums (Sverigetopplistan)       | 33               |
| Swiss Albums (Schweizer Hitparade)       | 13               |
| UK Albums (OCC)                          | 1                |
| UK Independent Albums (MRIB)             | 2                |

| Slágerlista (2015) | Legjobb helyezés |
| ------------------ | ---------------- |
| UK Albums (OCC)    | 94               |

| Slágerlista (1989)              | Helyezés |
| ------------------------------- | -------- |
| Australian Albums (ARIA)        | 96       |
| European Albums (Music & Media) | 91       |
| French Albums (SNEP)            | 80       |
| UK Albums (OCC)                 | 6        |

| Slágerlista (1990)              | Helyezés |
| ------------------------------- | -------- |
| European Albums (Music & Media) | 90       |
| UK Albums (OCC)                 | 90       |

## Díjak és jelölések
| Régió | Minősítés  | Eladott példányszám |
| --- | ---------- | ------------------- |
| Ausztrália (ARIA)                                                                                                  | platina    | 70 000^             |
| Franciaország (SNEP)                                                                                               | arany      | 100 000*            |
| Hongkong (IFPI Hong Kong)                                                                                          | arany      | 10 000*             |
| Japán (RIAJ) | arany      | 49,000              |
| Új-Zéland (RMNZ)                                                                                                   | arany      | 7 500^              |
| Spanyolország (PROMUSICAE)                                                                                         | arany      | 50 000^             |
| Svájc(IFPI Switzerland)                                                                                            | arany      | 25 000^             |
| Egyesült Királyság (BPI)                                                                                           | 4× platina | 1 200 000^          |
| * Eladási példányszámok kizárólag a minősítés alapján. ^ Kiszállítási példányszámok kizárólag a minősítés alapján. |            |                     |

## Megjelenések
| Ország                    | Dátum                | Formátum(ok)   | Kiadó(k)         | Ref(s). |
| ------------------------- | -------------------- | -------------- | ---------------- | ------- |
| Egyesült Királyság        | 1989. október 9.     | - CD - MC - LP | PWL              |         |
| Japán                     | 1989. november 1.    | - CD - MC - LP | PWL              | [ 36 ]  |
| Ausztrália                | 1989. november 6.    | - CD - MC - LP | Mushroom Records | [ 117 ] |
| Amerikai Egyesült Államok | 1990. január 30.     | - CD - MC - LP | Geffen Records   |         |
| Japán                     | 1993. július 10.     | CD             | WEA              | [ 118 ] |
| Japán                     | 1995. április 25.    | CD             | WEA              | [ 119 ] |
| Ausztrália                | 1998. szeptember 29. | CD             | Mushroom Records | [ 120 ] |
| Japán                     | 2012. november 7.    | CD             | PWL              | [ 40 ]  |
| Egyesült Királyság        | 9 February 2015      | CD DVD LP      | Cherry Red PWL   | [ 42 ]  |
| Japán                     | 9 February 2015      | CD DVD LP      | Cherry Red PWL   | [ 121 ] |